# قشلاق ملانقی اقام اوغلان
قشلاق ملانقی اقام اوغلان یک روستا در ایران است که در استان اردبیل واقع شده‌است. قشلاق ملانقی اقام اوغلان ۵۷ نفر جمعیت دارد.